# Sant Mateu de Vall-llobrega
|  | Per a altres significats, vegeu «Sant Mateu Nou de Vall-llobrega». |

Sant Mateu Vell de Vall-llobrega és una església de Vall-llobrega (Baix Empordà) protegida com a bé cultural d'interès local. Situada a la capçalera de la vall de la riera de Vall-llobrega, a les Gavarres, l'església romànica de Sant Mateu va ser restaurada el 2018. El temple, que probablement va ser bastit durant el segle xi, apareix esmentat des del 1280, i a partir del segle xiv figura com a parroquial. L'edifici, situat en un pendent pronunciat i sobre un terreny d'argiles molt plàstic, patí nombrosos problemes d'estabilitat i risc de ruïna, fins que el 1669 aprovaren el trasllat i la construcció de la nova església al Raval de baix. El temple original fou abandonat.
La restauració de Sant Mateu començà el 2011 i es completà el 2018. Al moment de començar les obres, l'església estava en ruïnes, sense coberta. La intervenció va consistir a sanejar els murs i a aixecar un sostre de teula àrab, que se sosté amb cavalls de fusta. L'edifici és d'una sola nau amb absis semicircular. La porta d'entrada té un doble arc de mig punt.